# Malik Sellouki
Malik Sellouki (Nice, 21 maart 2000) is een Frans-Marokkaans voetballer die doorgaans als middenvelder speelt. Hij verruilde in 2024 ADO Den Haag voor Stade Lavallois.

## Carrière
Sellouki begon zijn carrière bij AS Cannes, in de Championnat National 3. Hij speelde hier slechts één seizoen, voor hij werd overgenomen door OGC Nice. In het enige seizoen van Sellouki bij Nice, speelde hij slechts vier wedstrijden voor het eerste team. Wel scoorde hij een doelpunt op 17 februari 2021 tegen Olympique de Marseille, in een wedstrijd die met 3-2 verloren ging.
Het seizoen erna verkaste Sellouki naar NK Maribor. Ook hier speelde hij weinig, hij kwam zeventien keer in actie. Hij werd wel kampioen van Slovenië met Maribor.

### ADO Den Haag
Nadat Sellouki zijn contract bij NK Maribor had laten ontbinden, tekende hij een contract voor twee jaar bij ADO Den Haag met een optie tot nog een jaar. Op 18 oktober 2022 debuteerde Sellouki in het eerste elftal in de gewonnen bekerwedstrijd tegen Excelsior '31 waar hij in de 58e minuut de 2-2 wist te scoren.
Op 11 december 2022 maakte Sellouki zijn debuut in de Eerste divisie in de uitwedstrijd tegen Almere City waarin hij direct wist te scoren. Sellouki scoorde regelmatig voor ADO; in 36 wedstrijden kwam hij tot acht doelpunten.
Medio 2024 verkaste hij naar Stade Lavallois.

## Clubstatistieken
| Seizoen | Club            | Competitie             | Competitie | Competitie | Beker | Beker | Overig | Overig | Totaal | Totaal |
| Seizoen | Club            | Competitie             | Wed.       | Dlp.       | Wed.  | Dlp.  | Wed.   | Dlp.   | Wed.   | Dlp.   |
| ------- | --------------- | ---------------------- | ---------- | ---------- | ----- | ----- | ------ | ------ | ------ | ------ |
| 2019/20 | AS Cannes       | Championnat National 3 | 13         | 0          | 0     | 0     | 0      | 0      | 13     | 0      |
| 2020/21 | OGC Nice II     | Championnat National 3 | 6          | 4          | 0     | 0     | 0      | 0      | 6      | 4      |
| 2020/21 | OGC Nice        | Ligue 1                | 4          | 1          | 0     | 0     | 0      | 0      | 4      | 1      |
| 2021/22 | NK Maribor      | Prva liga              | 16         | 0          | 1     | 0     | 0      | 0      | 17     | 0      |
| 2022/23 | ADO Den Haag    | Eerste divisie         | 11         | 2          | 2     | 2     | 0      | 0      | 13     | 4      |
| 2023/24 | ADO Den Haag    | Eerste divisie         | 18         | 5          | 2     | 0     | 3      | 0      | 23     | 5      |
| 2024/25 | Stade Lavallois | Ligue 2                | 27         | 7          | 4     | 0     | 0      | 0      | 31     | 7      |
| Totaal  | Totaal          | Totaal                 | 95         | 19         | 9     | 2     | 3      | 0      | 107    | 21     |

Bijgewerkt t/m 31 maart 2025.

## Erelijst
NK Maribor
- 1. SNL 1x 2021/2022